# 淵胸舌鮨屬

淵胸舌鮨屬（學名：Bathystethus）為日鱸目蠍魚科的一屬，傳統上歸於鱸形目鿳科。

## 分類
本屬原被歸類為舵魚科之一屬，但傳統的舵魚科存有併係群問题，於是分類學者拆分出蠍魚科，本屬是其四個屬之一。

### 內部分類
本屬包含2个物種：
- 淵胸舌鮨 Bathystethus cultratus (Bloch & Schneider, 1801)
- 東方淵胸舌鮨 Bathystethus orientale Regan, 1913

## 外部連結
- 维基共享资源上的相關多媒體資源：淵胸舌鮨屬